# International Documentary Association
A International Documentary Association (IDA) (em português: Associação International de Documentários) é uma associação sem fins lucrativos estadunidense fundada em 1982, dedicada exclusivamente aos filmes documentários.
Com sede em Los Angeles, a IDA oferece programas educativos, seminários, apoio fiscal, área para exibição de filmes em produção, entre outros serviços.
Alguns dos principais festivais mundiais de cinema de documentários são organizados pelo IDA. Os filmes seleccionados pelo IDA para serem exibidos no InFACT™ Theatrical Documentary Showcase são qualificados para a nomeação do Oscar para documentários. Devido a exigência da Academia de Motion Pictures, o festival é exibido em quatro cidades dos Estados Unidos.
Anualmente o IDA organiza o DocDay que exibe todos os filmes nomeados para o Oscar para o publico. O DocDay acontece no sábado antecedente ao Oscar e após a exibição de cada filme, os cineastas participam de Q&A com o publico. O DocDay acontece no prédio do Writers Guild of América.